# Angelo Zomegnan

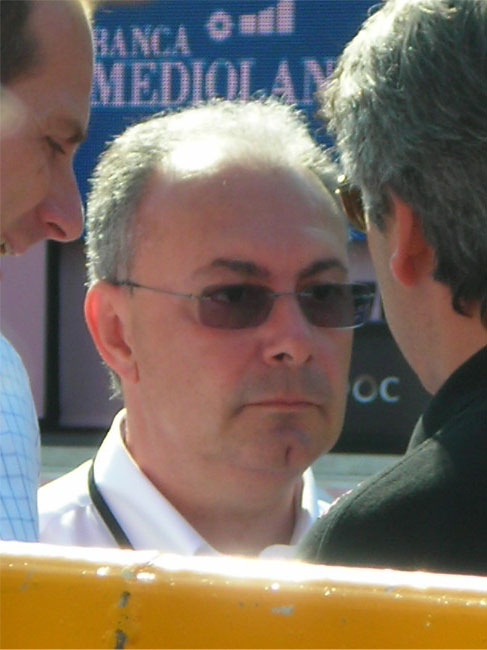
Angelo Zomegnan.

Angelo Zomegnan (Desio, 1955) is een Italiaanse sportjournalist en sportbestuurder. In 1979 kwam hij dienst als journalist bij de sportkrant La Gazzetta dello Sport. Hij versloeg er enkele decennia alle grote sportevenementen zoals de Ronde van Italië, de Ronde van Frankrijk en de Olympische Spelen. Na enkele promoties werd hij in 2003 adjunct-directeur van de krant. Daarnaast publiceerde Zomegnan verschillende boeken over sport en was hij tijdens de jaren 80 medewerker aan The Rizzoli-Larousse Encyclopaedia.

## Giro
In 2004 werd hij directeur van de Ronde van Italië een wedstrijd die sinds 1909 wordt georganiseerd door de krant waarvoor hij reeds werkte. Daarnaast is hij - als cycling events manager van het overkoepelende RCS Sport - ook verantwoordelijk voor Milaan-San Remo, de Ronde van Lombardije en Tirreno-Adriatico. Al vlug kreeg hij de kritiek dat vooral de Ronde van Italië telkens te zwaar is, waarbij men enkel uit is op media-aandacht.
Zo werden de niet verharde wegen, de talrijke tijdritten en het vele klimwerk op de korrel genomen. Zo werd de Giro 2011 reeds bij de voorstelling (2010) beschouwd als onmenselijk zwaar. Kritiek die nog werd aangescherpt naar aanleiding van het tragisch ongeval in diezelfde Giro enkele maanden later. Toen kwam de Belgisch renner Wouter Weylandt om het leven tijdens een valpartij.
Als gevolg van de genoemde kritiek nam Zomegnan eind juli 2011 ontslag als directeur van de Giro.